# 8147 Colemanhawkins
8147 Colemanhawkins eller 1984 SU3 är en asteroid i huvudbältet som upptäcktes den 28 september 1984 av den amerikanske astronomen Brian A. Skiff vid Anderson Mesa Station. Den är uppkallad efter den amerikanske jazzmusikern Coleman Hawkins.
Asteroiden har en diameter på ungefär 9 kilometer.